# Damian Piórkowski
Damian Piórkowski (ur. 21 października 1988 w Płocku) – polski piłkarz ręczny grający na pozycji rozgrywającego, zawodnik Polskiego Cukru Pomezanii Malbork. Występuje z numerem 14. Brat Adriana.
Jest wychowankiem Wisły Płock, w której występował do 2009 roku. W drużynie z Płocka zadebiutował 8 września 2007. W sezonie 2009/2010 występował w Piotrkowianinie Piotrków Trybunalski, a następnie przeniósł się do Juranda Ciechanów.

## Osiągnięcia
- Sukcesy młodzieżowe:
- Zwycięstwo w Partille Cup – 2002
- Złoty medal mistrzostw Polski młodzików – 2003
- Srebrny medal w międzynarodowych igrzyskach szkolnych (Graz; Austria) – 2003
- Srebrny medal mistrzostw Polski juniorów młodszych – 2004
- Złoty medal mistrzostw Polski juniorów młodszych – 2005
- Klubowe Mistrzostwo Europy (Göteborg, Szwecja) juniorów młodszych – 2005
- Złoty medal mistrzostw Polski juniorów starszych (Wieluń) – 2006
- Złoty medal mistrzostw Polski juniorów starszych (Wolsztyn) – 2007
- Ćwierćfinał Pucharu Polski – 2007
- Mistrzostwo Polski:  2008
- Puchar Polski: 2008
- Wicemistrzostwo Polski: 2009

## Mecze zWisłą Płock
- sezon 2007/2008 – 3 mecze/3 bramki
- sezon 2008/2009 – 1 mecz/5 bramek
- Łącznie – 4 mecze/8 bramek